# امرأة في الكثبان (فلم 1964)
امرأة في الكثبان (باليابانية: 砂の女) هو فيلم دراما ياباني صدر عام 1964 من إخراج هيروشي تيشيغاهارا، مستوحى من رواية تحمل نفس الاسم للكاتب كوبو آبي الذي ألف السيناريو بنفسه، الفيلم من بطولة إيجي أوكادا، ووكيوكو كيشيدا. حاز الفيلم على جائزة لجنة التحكيم الخاصة في مهرجان كان السينمائي. تلقى مراجعات نقدية إيجابية وتم ترشيحه لجائزتين من جوائز الأوسكار.

## ملخص القصة
تدور أحداث الفيلم حول عالم حشرات هاوٍ ومعلم في مدرسة من طوكيو. في إجازة يحاصره القرويون المحليون ويخدعوه ليعيش مع امرأة تتمثل مهمتها في تجريف الرمال من أجلهم. فتنشئ بينهم علاقة عاطفية فيجلس معها لفترة طويلة.

## الممثلون
- إيجي أوكادا[1] بدور نيكي جونباي، عالم حشرات هاوٍ ومعلم في مدرسة من طوكيو. تم تصوير أوكادا في العديد من الأفلام اليابانية في الخمسينيات من القرن الماضي، ولكن لم يكتسب شهرة عالمية حتى ظهر في فيلم المخرج الكبير آلان رينيه لعام 1959 في هيروشيما حبيبتي. ويعد من أهم الممثلين اليابانيين.
- كيوكو كيشيدا هي الأرملة في الكثبان الرملية.

## الاستقبال النقدي
يعده المخرج الروسي أندريه تاركوفوسكي من أفضل عشرة أفلام على الإطلاق. وحصل على عدة إشادات من النقاد منهم إيمانويل ليفي وروجر ايبرت.

## الجوائز
حاز الفيلم على جائزة لجنة التحكيم الخاصة في مهرجان كان السينمائي عام 1964, وتم ترشيحه لجائزة أوسكار لأفضل فيلم بلغة أجنبية في نفس العام (خسر أمام فيلم المخرج فيتوريو دي سيكا الأمس واليوم وغدا).

## روابط خارجية
- مقالات تستعمل روابط فنية بلا صلة مع ويكي بيانات